# Ершов, Вадим Викторович
Вади́м Ви́кторович Ершо́в (20 августа 1939 — 3 октября 1989, Москва) — советский учёный-горняк, создатель новой геологической дисциплины — горнопромышленной геологии. Доктор технических наук, профессор Московского горного института.

## Биография
Вадим Викторович Ершов закончил геологический факультет МГУ по специальности геолог-геохимик в 1961 году и по 1966 г. занимался геохимией и минералогией в ЦНИГРИ с М. Н. Годлевским.
В 1966 г. поступает в аспирантуру при кафедре геологии, геодезии и маркшейдерского дела Московского горного института (сегодня — Горный институт НИТУ «МИСиС»), где подготавливает и в 1968 г. защищает кандидатскую диссертацию, посвященную установлению закономерностей распределения химических элементов в сульфидных рудах Талнахского рудного месторождения и их геометризации для обеспечения планирования добычных работ на горных предприятиях. В 1974 г. В. В. Ершов возглавил кафедру геологии МГИ. В 1982 г. В. В. Ершов защищает докторскую диссертацию, посвященную проблеме геолого-маркшейдерского управления качеством руд при подземной разработке месторождений цветных металлов.
Трагически погиб в расцвете творческих сил 3 октября 1989 года. Похоронен на Головинском кладбище.

## Научная и производственная деятельность
Увлеченный проблемой коренного улучшения геологического изучения недр, В. В. Ершов составляет методологическую базу новой геологической дисциплины — горнопромышленной геологии, содержанием которой являются геологические основы управления состоянием массива горных пород, запасами и качеством минерального сырья на всех стадиях освоения месторождения. Научно-методические разработки основных разделов этой новой научной области прикладной геологии и горного дела следует считать главным научным достижением В. В. Ершова. Им опубликовано свыше 100 научных трудов.
Плодотворная научная работа В. В. Ершова удачно сочеталась с успешной педагогической деятельностью; как преподаватель, В. В. Ершов прошёл путь от ассистента до профессора кафедры геологии МГИ, которую от возглавил в 1974 г. и которой руководил до своей трагической гибели. Талантливый педагог, лектор и популяризатор науки, он подготовил значительное количество учебной и учебно-методической литературы. К числу лучших следует отнести опубликованные в 1984—1989 гг. учебники для студентов горных специальностей вузов: «Основы геологии», «Геология и разведка месторождений полезных ископаемых», «Основы горнопромышленной геологии». Учебник «Основы геологии» был переведен на английский язык и издан в 1988 г. издательством «Мир».
В. В. Ершов был главным создателем возрожденного Геологического музея в Московском горном институте.

## Память
Имя В. В. Ершова носит Геологический музей Национального исследовательского технологического университета «МИСиС».
В 1991 году крупнейший минералог страны А. П. Хомяков в Хибинских горах открыл неизвестный ранее минерал, и в память о безвременно ушедшем коллеге дал ему имя «ершовит».